# Agapetus beredensis
Agapetus beredensis là một loài Trichoptera trong họ Glossosomatidae. Chúng phân bố ở miền Cổ bắc.